# Michael Wayne
Michael Wayne (bürgerlich Michael Anthony Morrison, * 23. November 1934 in Los Angeles; † 2. April 2003 in Burbank, Kalifornien) war ein US-amerikanischer Filmproduzent und Schauspieler.

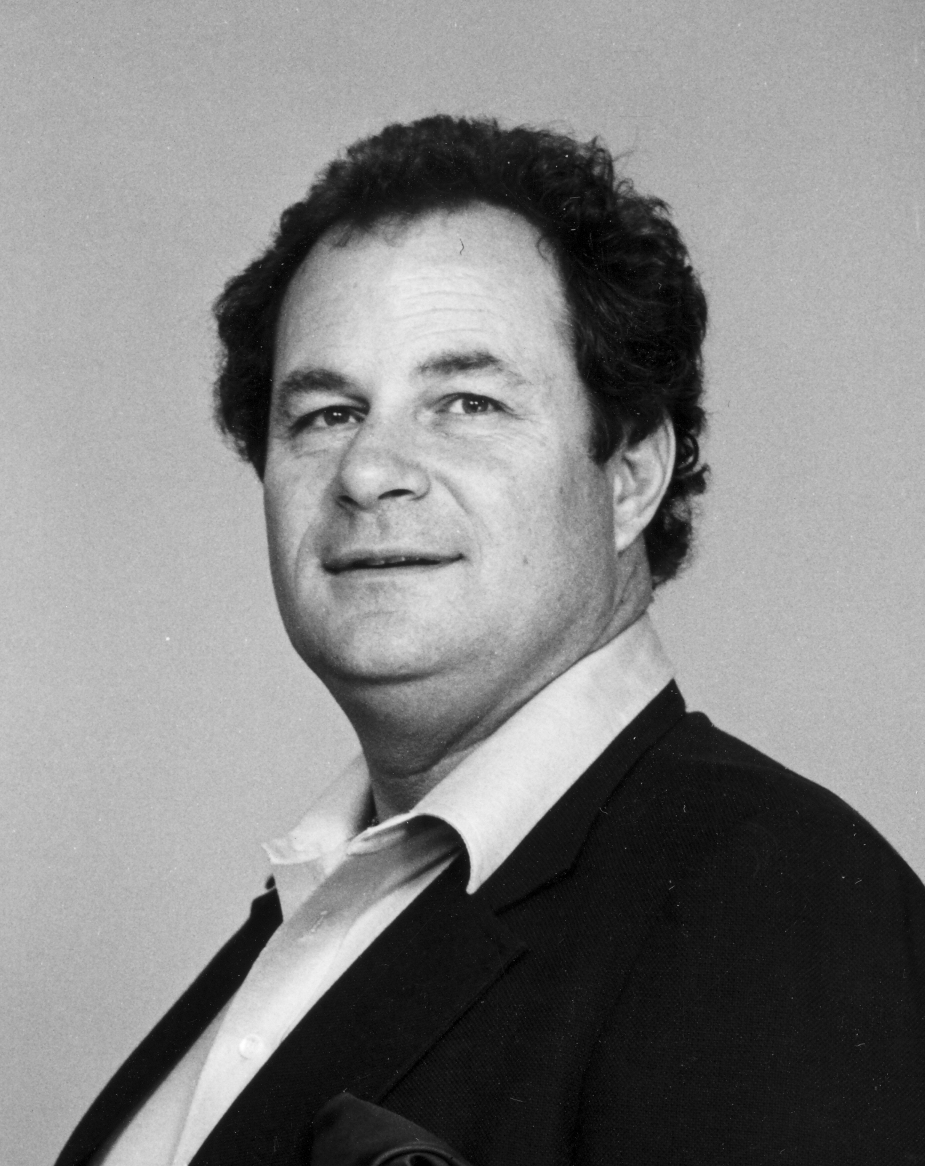
Michael Wayne (ca. 1981)

Michael Wayne wurde als ältestes von vier Kindern von John Wayne und dessen erster Ehefrau Josephine Alicia Saenz geboren. Er erwarb 1956 einen betriebswirtschaftlichen Studienabschluss an der Loyola Marymount University und diente danach bei der Reserve der US-amerikanischen Luftwaffe. Zwei Jahre später heiratete er Gretchen Diebel, mit der er fünf Kinder hatte. Die Ehe endete durch seinen Tod.
Seine Filmkarriere begann er 1952 als Produktionsassistent bei John Fords Komödie Der Sieger, in der er auch eine Komparsenrolle übernahm. Sein Vater verkörperte darin einen Boxer, der in seine irische Heimat zurückkehrt. 1960 stieg er beim Produzenten Batjac Productions ein und war unter anderem an der Produktion von Alamo beteiligt. In den folgenden Jahren produzierte er weitere Filme mit seinem Vater in der Hauptrolle, unter anderem MacLintock (1963), Die grünen Teufel (1968), Chisum (1970) und Big Jake (1971).
Nach John Waynes Krebstod 1979 gründete er das John Wayne Cancer Institute und wurde dessen Vorsitzender des Vorstandes im Saint John’s Health Center in Santa Monica.
Michael Wayne starb am 2. April 2003 im Alter von 68 Jahren an einem Herzinfarkt als Folge einer Komplikation von Lupus erythematodes. Sein Grab befindet sich auf dem Hollywood Hills Cemetery in Los Angeles.

## Filmografie
Als Schauspieler
- 1952: Der Sieger (The Quiet Man)
- 1956: Der Eroberer (The Conqueror)
- 1989: Rapid Fire
- 1991: Lost Platoon – Das Kommando der Verlorenen (The Lost Platoon)

Als Produzent/Co-Produzent
- 1960: Alamo (The Alamo)
- 1963: MacLintock (McLintock!)
- 1966: Der Schatten des Giganten (Cast A Giant Shadow)
- 1968: Die grünen Teufel (The Green Berets)
- 1970: Chisum
- 1971: Big Jake
- 1973: Dreckiges Gold (The Train Robbers)
- 1973: Geier kennen kein Erbarmen (Cahill U.S. Marshal)
- 1974: McQ schlägt zu (McQ)
- 1975: Brannigan – Ein Mann aus Stahl (Brannigan)